# Dicarpella bina
Dicarpella bina är en svampart som först beskrevs av Harkn., och fick sitt nu gällande namn av Syd. & P. Syd. 1921. Dicarpella bina ingår i släktet Dicarpella och familjen Melanconidaceae.   Inga underarter finns listade i Catalogue of Life.